# Emmanuel Céleste de Durfort

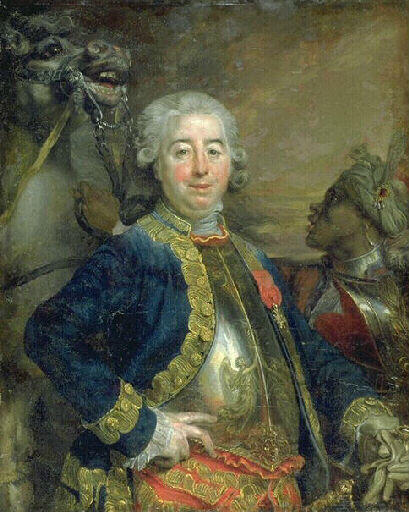
François Louis Lonsing, Porträt von Emmanuel Céleste de Durfort, Duc de Duras, um 1786, Musée des Beaux-Arts de Bordeaux

Emmanuel Céleste Augustin de Durfort (* 18. August 1741 in Paris; † 20. März 1800 in London) war ein französischer Hochadliger und Militär.
Er war Comte, dann Marquis, und schließlich (1789) 5. Duc de Duras, Pair de France und Premier Gentilhomme de la Chambre du Roi.

## Leben
Emmanuel Céleste Augustin de Durfort war der älteste Sohn von Emmanuel-Félicité de Durfort (1715–1789), 4. Duc de Duras, Marschall von Frankreich und Mitglied der Académie française, und Louise-Françoise-Maclovie-Céleste de Coëtquen (1724–1802), Erbtochter von Marie Auguste, Marquis de Coëtquen, und NN de Châteaubriand.
Er wurde am 29. November 1757 zum Colonel eines Infanterieregiments der Truppen des Boulonnais ernannt, am 18. Juni 1768 zum Brigadier des armées du roi, 1770 per Dekret zum Herzog von Duras und am 1. März 1780 zum Maréchal de camp. Durch den Tod seines Vaters am 6. September 1789 wurde er Pair von Frankreich und Premier Gentilhomme de la Chambre du Roi.
Im folgenden Jahr wurde der Duc de Duras zum Oberbefehlshaber der Nationalgarde von Guyenne ernannt. Als stellvertretender Abgeordneter des Adels der Sénéchaussée de Bordeaux in den Generalständen von 1789 „nutzte er seinen Einfluss und seine Autorität, um den revolutionären Unruhen und Exzessen“ in dieser Provinz und insbesondere in Bordeaux entgegenzuwirken, wo „seine Standhaftigkeit und Wachsamkeit“ einer großen Anzahl von Menschen das Leben rettete; doch „als die Gärung ihren Höhepunkt erreichte“, konnte sich der Herzog von Duras nur mit Mühe dem Tod entziehen.
Nachdem er sich der Armee der Emigranten in Deutschland angeschlossen und in ihr einen Teil des Adels von Guyenne befehligt hatte, ging er nach England, wo er 1800 im Alter von 58 Jahren starb.

## Ehe und Nachkommen
Er heiratete am 16. Dezember 1760 Louise Henriette Charlotte Philippine de Noailles (* 23. August 1745, † 12. Februar 1832), Palastdame der französischen Königin Marie-Antoinette, Tochter von Philippe de Noailles (1715–1794), 1. (spanischer) Duque de Mouchy, Grande von Spanien 1. Klasse, Marschall von Frankreich, und Anne Claude Louise d’Arpajon, Première dame d’honneur der Königin Maria Leszczyńska. Einziges Kind dieser Ehe ist:
- Amédée Bretagne Malo de Durfort (* 5. April 1771, † 1. August 1838), 1800 6. Duc de Duras, 1814 Pair de France; ⚭ (1) (Ehevertrag 5. November 1797) Claire de Coëtnempren de Kersaint (* 12. Februar 1777, † 16. Januar 1828), Tochter von Guy de de Coëtnempren, Comte de Kersaint, und Claire Alesso d’Eragny; ⚭ (2) 8. April 1829 Marie Emilie Knusli (* 3. Mai 1791, † 10. Januar 1862), Tochter von Emanuel Knusli und Maria Anna Coltzmann, Witwe von José Dias-Santos